# Kathleen Booth
Pour les articles homonymes, voir Booth.
Kathleen Hylda Valerie Booth, née Kathleen Britten le 9 juillet 1922 à Stourbridge et morte le 29 septembre 2022, est une informaticienne britannique. Elle a conçu le premier langage assembleur et le programme assembleur et l’autocode des premiers ordinateurs à Birkbeck College. Elle a contribué au développement de trois ordinateurs, à savoir ARC (Automatic Relay Calculator), SEC (Simple Electronic Computer) et APEXC (de) (All Purpose Electronic X-Ray Computer).

## Biographie
Kathleen Britten est née à Stourbridge en Angleterre. Elle obtient en 1944 un Bachelor of Science en mathématiques à l'Université de Londres et un doctorat en mathématiques appliquées en 1950. En 1950 elle épouse son collègue Andrew Booth.
De 1944 à 1946 Kathleen Britten est Junior Scientific Officer au Royal Aircraft Establishment à Farnborough. De 1946 à 1962 elle est chercheur scientifique à la British Rubber Producer's Research Association (qui s'appelle maintenant : Tun Abdul Razak Research Centre) et de 1952 à 1962 elle est collaboratrice scientifique et enseignante au  Birkbeck College de l'université de Londres. Elle et son mari quittent le Birkbeck College quand il se voit refuser un poste de professeur. De 1962 à 1972, elle est enseignante et chercheur à l'université de la Saskatchewan au Canada où elle est professeur associée. De 1965 à 1973, elle dirige un projet N.R.C. de traduction automatique; et depuis 1978, elle est directrice exécutive chez Autonetics Research Associates. De 1972 à 1978, elle est professeur titulaire de mathématiques à l'université Lakehead au Canada.

## Activités informatiques
De 1946 à 1962, Kathleen Booth travaille au Birkbeck College. Elle entreprend en 1947, en tant que collaboratrice scientifique d'Andrew Booth et avec lui, un voyage aux États-Unis où ils rencontrent John von Neumann à Princeton. À leur retour en Angleterre, ils écrivent General Considerations in the Design of an All Purpose Electronic Digital Computer, où ils décrivent les modifications à leur projet ARC initial impliquées par l'utilisation de l'architecture de von Neumann. Une partie de sa contribution personnelle est  le langage assembleur de l'ARC. De plus, elle a construit et entretenu les composants de l'ARC.
L'équipe composée  de Kathleen et Andrew Booth à Birkbeck est la plus petite des premières équipes informatiques britanniques. De 1947 à 1953 ils ont produit trois machines, l'ARC (Automatic Relay Computer), le SEC (Simple Electronic Computer) et l'APEXC (All Purpose Electronic X-Ray Computer). Elle et Andrew Booth se partageaient les tâches : lui construisait les ordinateurs et elle les programmait. La machine APEXC a conduit finalement à la série HEC (Hollerith Electronic Computer) construite par la British Tabulating Machine Company (de).
Kathleen et Andrew Booth publiaient régulièrement des articles sur leurs travaux sur les systèmes ARC et APEXC, et ils sont coauteur de Automatic Digital Calculators qui illustre le style de programmation de Kathleen, « Planning and Coding ». Elle fonde avec Andrew Booth et J. C. Jennings, en 1957 au Birkbeck College, la faculté d'informatique et des systèmes d'information. En 1958 elle y enseigne un cours de programmation. En 1958, Kathleen Booth écrit l'un des premiers livres sur la programmation d'un ordinateur APEXC.
Les recherches de Booth sur les  réseaux neuronaux ont mené à des programmes qui simulent comment les animaux reconnaissent des motifs et des caractéristiques.

## Honneurs
La Andrew and Kathleen Booth Lecture  est donnée chaque année par un éminent informaticien et commémore le travail des Booths dans la création, à Birkbeck, des ordinateurs qui sont parmi les premiers du monde.

## Publications
- Andrew Donald Booth et Kathleen H.V. Britten, « Principles and Progress in the Construction of High-Speed Digital Computers », Quarterly Journal of Mechanics and Applied Mathematics, vol. 2, no 2,‎ 1947, p. 182–197 (DOI 10.1093/qjmam/2.2.182, lire en ligne)
- Andrew Booth et Kathleen Britten, Coding for A.R.C., Princeton, Institute for Advanced Study, 1947
- Andrew Booth et Kathleen Britten, General considerations in the design of an all-purpose electronic digital computer, Princeton, Institute for Advance Study, 1947
- Andrew Booth et Kathleen Britten, « The accuracy of atomic co-ordinates derived from Fourier series in X-ray crystallography Part V », Proc. Roy. Soc., vol. A 193,‎ 1948, p. 305–310
- Andrew Booth et Kathleen Britten, Automatic Digital Calculators, London, Butterworth-Heinmann (Academic Press), 1953 — Réédition 1965
- Kathleen Booth, Programming for an Automatic Digital Calculator, London, Butterworths, coll. « Butterworths Scientific Publications » (no VII), 1958, 238 p. (zbMATH 0080.33601).